# KOKAMI@network
KOKAMI@network（こうかみ ねっとわーく）とは、劇作家・演出家の鴻上尚史による演劇プロデュースユニット。1999年に発足。鴻上が作・演出（あるいは演出のみ）を手がけ、出演者は公演ごとに異なる。
当初は「鴻上ネットワーク」と表記されていたが、第2回公演から現在のものに改められた。
第1回公演には鴻上自身も俳優として出演した。

## 公演記録
- 1999年「ものがたり降る夜」
- 2000年「プロパガンダ・デイドリーム」
- 2001年「恋愛戯曲」
- 2002年「幽霊はここにいる」（作：安部公房）
- 2004年「ハルシオン・デイズ」
- 2004年「リンダ リンダ」
- 2005年「トランス youth version/elder version」
- 2006年「恋愛戯曲」
- 2007年「僕たちの好きだった革命」（企画・原案：堤幸彦）
- 2009年「僕たちの好きだった革命」
- 2012年「リンダ リンダ」
- 2013年「キフシャム国の冒険」
- 2014年「朝日のような夕日をつれて2014」
- 2016年「イントレランスの祭」
- 2016年「サバイバーズ・ギルト&シェイム」
- 2018年「ローリング・ソング」
- 2019年「地球防衛軍 苦情処理係」
- 2020年「ハルシオン・デイズ2020」[1]
- 2023年「ウィングレス(wingless)ー翼を持たぬ天使ー」
- 2024年「朝日のような夕日をつれて2024」[2]